# Linia kolejowa Briańsk – Żukowka
Linia kolejowa Briańsk – Żukowka – linia kolejowa w Rosji łącząca stację Briańsk Orłowski ze stacją Żukowka. Zarządzana jest przez region briański Kolei Moskiewskiej (część Kolei Rosyjskich).
Linia położona jest w obwodzie briańskim. Na całej długości jest zelektryfikowana. Odcinek Briańsk Orłowski – Ordżonikidziegrad jest dwutorowy, natomiast pozostała część linii jest jednotorowa.

## Historia
Linia została otwarta 12 listopada?/24 listopada 1868 jako fragment Kolei Orłowsko-Witebskiej. Początkowo linia leżała w Imperium Rosyjskim, następnie w Związku Sowieckim. Od 1991 znajduje się w granicach Rosji.